# Nicefora
Nicefora – imię żeńskie pochodzenia greckiego, żeński odpowiednik imienia Nicefor, wywodzącego się od słów oznaczających "niosący zwycięstwo". 
Nicefora imieniny obchodzi: 25 lutego, 2 czerwca, 22 lipca i 13 listopada.